# Lingwala
De gemeente Lingwala is een gemeente in het district Lukunga in het noordwesten van de stadsprovincie Kinshasa, hoofdstad van de Democratische Republiek Congo.
Lingwala ligt ten zuiden van de gemeente Gombe en de Boulevard du 30 Juin. Samen met Barumbu en de gemeente Kinshasa maakte het deel uit van de stad die aan het begin van de twintigste eeuw tot ontwikkeling kwam. De toenmalige naam van het gebied was Saint-Jean.
In Lingwala liggen onder meer het Palais du Peuple aan de Avenue Triomphal en het Nationaal Museum van Congo.
De wijk Kabinda in Lingwala is de thuisbasis van de faciliteiten van de Congolese Nationale Radio- en Televisie, de Radio-Télévision nationale congolaise (RTNC).
| \| De 4 districten en 24 gemeentes van Kinshasa \| |                   |  |
| District Lukunga District Funa District Mont-Amba District Tshangu Brazzaville Kongo Pool Malebo M'Bamou Baai van Ngaliema Gombe Barumbu Kin. Ling. K.-V. Ng.-Ng. Kal. Banda- lungwa Kintambo Ngaliema Selembao Bumbu Makala Ngaba Lemba Limete Matete Kisenso Masina Ndjili Kimbanseke Nsele Mont-Ngafula N. M.-N. Ns. Kim. Maluku |                   |  |
| afkortingen: stadscentrum: Kinshasa (Kin.), Kasa-Vubu (K.-V.), Lingwala (Ling.), Ngiri-Ngiri (Ng.-Ng.) provinciekaart: Ngaliema (N.), Mont-Ngafula (M.-N.), Kimbanseke (Kim.), Nsele (Ns.) |                   |  |
| De 4 districten en 24 gemeentes van Kinshasa | Vlag van Kinshasa |  |